# متعاقبة حبيبية بنفسجية
متعاقبة حبيبية بنفسجية (الاسم العلمي:Synechococcus violaceus) هي نوع من البكتيريا يتبع جنس المتعاقبة الحبيبية من فصيلة المتعاقبات الحبيبية.